# Wiebke Lehmkuhl
Wiebke Lehmkuhl (* 1983 in Oldenburg) ist eine deutsche Opernsängerin der Stimmlage Alt.

## Leben und Werk
Lehmkuhl erhielt ihre Gesangsausbildung bei Ulla Groenewold und Hanna Schwarz an der Hochschule für Musik und Theater in Hamburg und schloss ihr Studium mit Auszeichnung ab.

### Oper
Nach Gastengagements am Opernhaus Kiel und an den Staatsopern Hamburg und Hannover trat Lehmkuhl zur Spielzeit 2008/2009 – noch während ihres Studiums – ihr erstes Festengagement am Opernhaus Zürich an, wo sie als 3. Solostimme in Schönbergs Moses und Aron, als Stimme aus der Höhe in Wagners Parsifal und als La voix de la mère in Offenbachs Les Contes d'Hoffmann zu hören war. Sie sang und spielte aber auch die Erda (im Rheingold), die Annina (im Rosenkavalier) und die Dritte Dame (in der Zauberflöte). Als Dritte Dame gastierte sie auch 2011 bei der Mozartwoche Salzburg unter René Jacobs, debütierte 2012 bei den Salzburger Festspielen unter Leitung von Nikolaus Harnoncourt und gab diese Rolle auch 2014 in Paris. 
2013 kehrte Lehmkuhl für eine konzertante Aufführung von Walter Braunfels’ Jeanne d’Arc – Szenen aus dem Leben der Heiligen Johanna nach Salzburg zurück und übernahm dort 2014 die Annina in einer vielbeachteten Rosenkavalier-Inszenierung von Harry Kupfer mit Franz Welser-Möst am Pult. Weitere Engagements führten sie mit dem Ring des Nibelungen in der Regie von Günter Krämer und der musikalischen Leitung von Philippe Jordan an die Opéra de la Bastille in Paris und an die Bayerische Staatsoper in München, wo sie in der Götterdämmerung unter Kent Nagano die Erste Norn und die Floßhilde sang. Die Saison 2013/14 führte Wiebke Lehmkuhl erneut an die Opéra Bastille und zum Festival Ré Majeure, wo sie unter Marc Minkowski ihr Rollendebüt als Glucks Orfeo gab. 2015 kehrte sie als Annina nach Salzburg zurück. 2016 debütiert sie bei den Bayreuther Festspielen als Stimme aus der Höhe; dort folgten unter anderem Auftritte als Magdalene in Die Meistersinger von Nürnberg (2017 bis 2019).

### Konzert
Lehmkuhl gastierte beim Schleswig-Holstein Musik Festival, bei Klassik am See, dem Lucerne Festival und dem Festival La folle journée in Nantes, weiters im Wiener Musikverein, beim NDR Hannover, dem Tonhalle-Orchester in Zürich, im Gewandhaus zu Leipzig, den Bamberger Symphonikern, sowie in Bilbao, Tokio und Shanghai. Sie arbeitete mit Dirigenten wie Philippe Jordan, Thomas Hengelbrock, Daniele Gatti, Marc Minkowski, Hans-Christoph Rademann, Reinhard Goebel, Frans Brüggen, Hermann Max, Andreas Spering, Ottavio Dantone, Riccardo Chailly und Kent Nagano.
Zu ihrem Konzertrepertoire zählen die Altsoli in Bachs Weihnachtsoratorium, in Mozarts Requiem, in Beethovens Neunter und in Mahlers Auferstehungssymphonie. Im Dezember 2013 debütierte sie bei den Berliner Philharmonikern in Schumanns Szenen aus Goethes Faust unter Daniel Harding, der sie daraufhin einlud, im März 2015 die Geneviève in konzertanten Aufführungen von Pelléas et Mélisande mit dem Schwedischen Radio-Symphonieorchester in Stockholm und Köln zu singen.

## Auszeichnungen
- 2006 Mozart-Preis der Stadt Hamburg
- 2011 Preis der Walter und Charlotte Hamel Stiftung als Nachwuchssängerin des Jahres

## Diskographie
- 2010: Weihnachtsoratorium, BWV 248 (J.S.Bach) – Dresdner Kammerchor, Gewandhausorchester, Riccardo Chailly, Carolyn Sampson (Sopran), Martin Lattke (Evangelist), Wolfram Lattke (Arien), Konstantin Wolff (Bass) (DECCA)